# Campiglia dei Berici
Campiglia dei Berici (Campeja in veneto) è un comune italiano di 1 662 abitanti della provincia di Vicenza in Veneto.

## Origini del nome
Il nome deriva dal latino "campus", cioè campo coltivato o terreno pianeggiante.

## Storia

### Medioevo
Campiglia faceva anticamente parte della vastissima curtis donata alla Chiesa vicentina dai re Ugo di Provenza e suo figlio Lotario di Arles - nel periodo in cui erano associati come re d'Italia e quindi tra il 931 e il 941 - e il suo castello fu quindi sicuramente costruito dai vescovi di Vicenza anche se non risulta citato nei diplomi imperiali, forse perché non esentato dalla prestazione del fodro.
Il castello sorgeva a nord dell'abitato, poco lontano dall'antica chiesa parrocchiale di San Pietro, nella località ancora denominata "le Motte". Secondo il Pagliarino - cui fa eco il Barbarano - esso sarebbe stato distrutto prima del 1194 dato che nello stesso anno il castello di Cologna sarebbe stato costruito «con le ruine del castello di Campiglia», notizia però non affidabile, perché pochi anni dopo il castello di Campiglia ricompare esistente e in stato di efficienza..
All'inizio del XIII secolo la Chiesa vicentina, strangolata dai debiti contratti presso gli usurai, fu costretta a vendere buona parte dei suoi beni; tra questi erano compresi anche il castello e l'intera villa di Campiglia, che nel 1207 furono venduti dal vescovo Uberto II ai canonici della cattedrale di Vicenza. Pochi anni dopo, nel 1217, il castello di Campiglia fu venduto al nobile vicentino Pace fu Giovanni Repeta.
Forse per il fatto che la famiglia Repeta era allineata su posizioni guelfe, il castello di Campiglia fu probabilmente preso da Ezzelino intorno al 1242; la distruzione definitiva avvenne durante le lotte padovano-veronesi successive al passaggio di Vicenza sotto la signoria scaligera nel 1311.
Nei libri dei feudi risulta che negli anni 1363 e 1388 i vescovi di Vicenza - rispettivamente Giovanni de' Surdis e Pietro Filargo - investirono ancora i membri della famiglia Repeta «de tosa villa, curia, territorio, castro Campilie»; a quell'epoca, però, il castello non esisteva certamente più ed i suoi ruderi avevano anzi già ispirato alla gente del posto il toponimo "Motte": forse l'atto d'investitura ripeteva semplicemente il formulario antico..
Verso la metà del Trecento, durante la dominazione scaligera, il territorio di Campiglia fu sottoposto, sotto l'aspetto amministrativo, al Vicariato civile di Orgiano e tale rimase sino alla fine del XVIII secolo.
Il paese subì ampie distruzioni nel XVI secolo.

## Monumenti e luoghi d'interesse

### Architetture religiose
- Chiesa parrocchiale antica, risalente al secolo XIII e ricostruita nel 1679. Conserva una nicchia del Cinquecento con una pregevole pala di scuola tiepolesca e una Madonna in terracotta.
- Chiesa parrocchiale di San Pietro, edificata nell'ultimo decennio del XIX secolo, terminata nel 1925.

### Architetture civili
- Villa Repeta-Mocenigo-Bressan, costruita nel 1672 sulle rovine della villa eretta per Mario Repeta da Andrea Palladio. Vi sono dei grandi saloni affrescati.

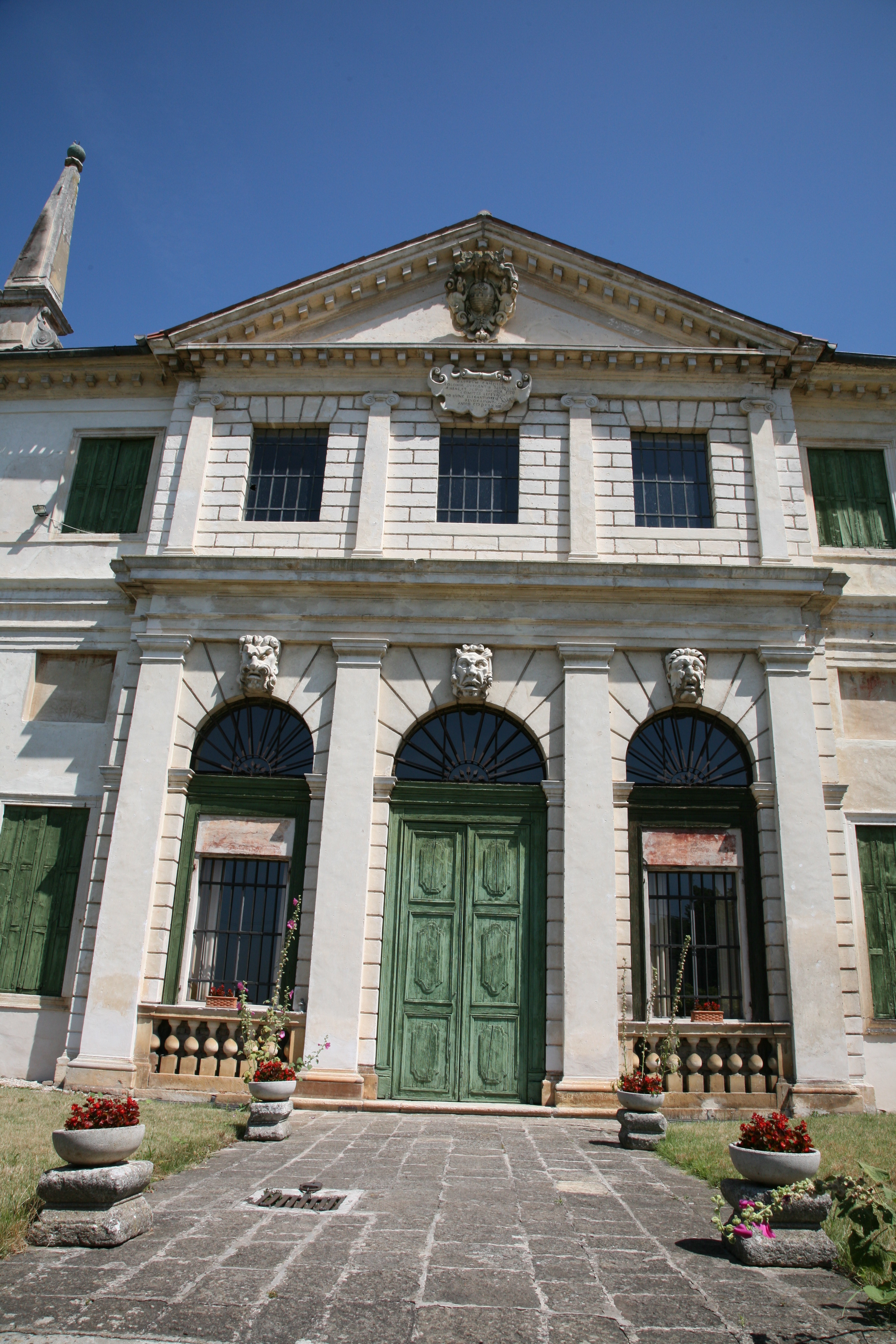
Dettaglio della facciata di Villa Repeta
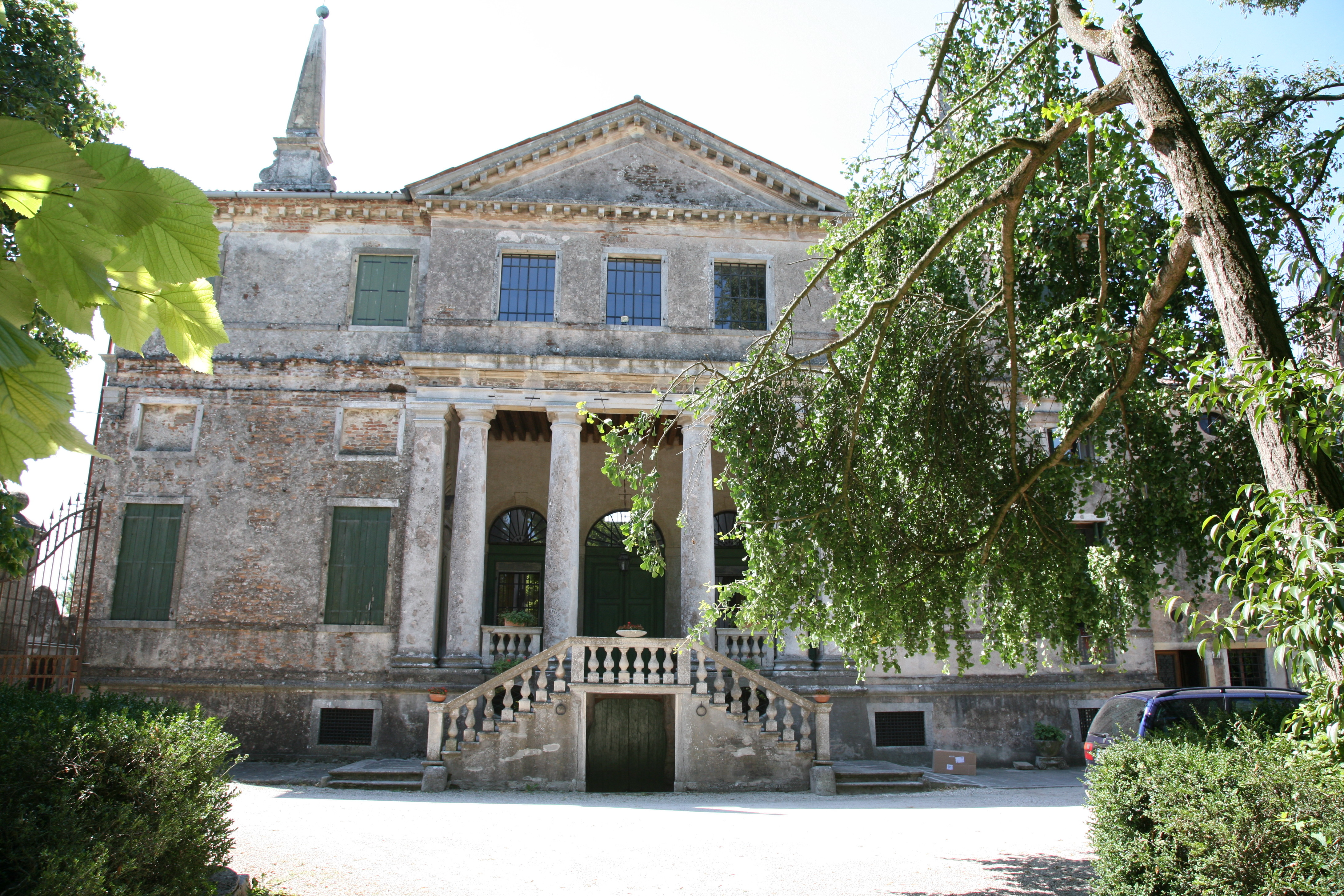
Prospetto posteriore di Villa Repeta

## Società

### Evoluzione demografica
Abitanti censiti

## Geografia antropica
Località del comune di Campiglia sono Galuppo-Pavarano, Brandizie-Comune, Case Battaglia, Carazza e la Zona Industriale.

### Altre informazioni amministrative
La denominazione del comune fino al 1867 era Campiglia.

## Infrastrutture e trasporti
Il trasporto pubblico a Campiglia dei Berici è garantito da autocorse svolte dalla società SVT.
Dal 1887 al 1979 la località fu servita dalla fermata Pilastri di Campiglia della tranvia Vicenza-Noventa-Montagnana, gestita dalle Ferrovie Tramvie Vicentine.

## Amministrazione
| Periodo | Periodo   | Primo cittadino   | Partito         | Carica  |
| ------- | --------- | ----------------- | --------------- | ------- |
| 1995    | 2004      | Giancarlo Bressan | Lista civica    | Sindaco |
| 2004    | 2009      | Gastone Zen       | Centro sinistra | Sindaco |
| 2009    | 2014      | Marisa Gonella    | Lista civica    | Sindaco |
| 2014    | In carica | Massimo Zulian    | Lista civica    | Sindaco |